# Basílica de San Pedro (Kef)
La Basílica de San Pedro, también llamada Dar El Kous, es una iglesia cristiana del siglo V, ubicada en la ciudad de El Kef, en el país africano de Túnez.
Una iglesia bizantina construida en el emplazamiento de un antiguo templo pagano, la Basílica de San Pedro se convirtió en una vivienda por un tiempo indefinido. En 1882, el Padre André Juez Giudicelli la restauró, para el culto católico hasta 1960.